# Oldřich Pelc
Oldřich Pelc (14. listopadu 1908 Choceň – 1. srpna 1994 Choceň) byl československý voják a příslušník výsadku Potash.

## Mládí
Narodil se 14. listopadu 1908 v Chocni. Otec Antonín byl vlakvedoucí, matka Arnoštka, rozená Petružálková, byla v domácnosti. Měl tři vlastní a dva nevlastní sourozence.
Po matčině smrti ho i se sourozenci vychovávala babička. Absolvoval obecnou a měšťanskou školu a tři třídy stavební školy. Po praxi pracoval jako stavební asistent a v letech 1928–1930 jako stavbyvedoucí v Praze. Těsně před nástupem na základní vojenskou službu pracoval jako číšník v Chocni. Službu nastoupil 1. října 1930 do Milovic k instruktážnímu praporu. V roce 1932 mu byl vysloven souhlas s konáním další činné služby. V hodnosti desátníka byl převelen k 2. rotě 3. hraničářského praporu do Žamberka. V září 1932 byl povýšen na četaře, v dubnu 1933 mu byla činná služba prodloužena o jeden rok. 11. července 1933 byl vojenským soudem v Hradci Králové odsouzen k degradaci na vojína za zběhnutí (nedovoleně opustil útvar a týden se nacházel u své milenky) a z armády byl propuštěn.
V letech 1933 až 1935 pracoval jako garážmistr v Praze, od června 1935 do září 1938 potom jako učitel tenisu v LTC Smíchov (byl soukromým instruktorem tenisu Vlasty Buriana). Při mobilizaci v září 1938 sloužil u hraničářského praporu. Po demobilizaci byl nezaměstnaný (příležitostně statoval ve filmech), 31. května 1939 byl českou protektorátní policií zatčen za příživnictví a předán do pracovního tábora.

## V exilu
Z pracovního tábora v Linci uprchl 23. září 1939 a přes Jugoslávii, Řecko a Sýrii se dostal do Francie. Po prezentaci u československého zahraničního vojska v Agde byl zařazen u 1. pěšího pluku, se kterým se zúčastnil bojů o Francii. Po pádu Francie byl, již v hodnosti četaře evakuován do Anglie.
Po příjezdu do Anglie 13. července 1940 byl zařazen k 1. pěšímu praporu. V září 1940 se svévolně vzdálil na 14 dnů od své jednotky, za což byl znovu potrestán degradací na vojína. V letech 1940 až 1942 sloužil jako zbrojíř a postupně se vypracoval až na praporního zbrojíře. 14. července 1942 bylo odnětí hodnosti zrušeno a byla mu vrácena hodnost četaře. Od 8. ledna 1943 do 23. února 1944 absolvoval v rámci výcviku pro zvláštní operace základní sabotážní kurz, parakurz, dále potom tělovýchovný kurz, opakovací parakurz, kurzy konspirační a spojovací a kurz mikrofotografie. Po zařazení do skupiny Potash prodělal konspirační a spojovací kurz pod patronátem SIS. Výcvik zakončil tělovýchovným kurzem a spojovacím cvičením. 16. dubna 1944 byl přesunut do Itálie na vyčkávací stanici.

## Nasazení
Spolu s ostatními byl vysazen 5. května po půlnoci poblíž obce Ostrata. Skupina byla rozprášena. Úkryt nalezl v Rakově, kde se léčil. Poté se přidal k menší partyzánské jednotce na Českomoravské vysočině. V listopadu 1944 byl kontaktován příslušníky Carbonu, sešel se se svým velitelem a pokračoval v plnění úkolů.

## Po válce
Po přihlášení se na Ministerstvu národní obrany byl přidělen k další činné službě. 23. července 1945 byl povýšen na poručíka pěchoty. Koncem července 1945 opustil armádu a nastoupil k policii jako styčný důstojník mezi armádou a policií. Dne 29. ledna 1946 byl povýšen na nadporučíka pěchoty. V roce 1947 se oženil, manželství zůstalo bezdětné. V březnu 1948 přešel se skupinou uprchlíků hranice do Německa, odkud po krátkém pobytu odcestoval do Austrálie. Dne 21. dubna 1949 byl degradován na vojína.
V roce 1951 mu bylo uděleno australské občanství. Postupně pracoval jako dělník v továrně, lovec králíků a manažer na ovčí farmě. V důchodu se odstěhoval do Sydney. Po smrti manželky v roce 1991 se přestěhoval zpět do Česka, do Chocně, kde 1. dubna 1994 zemřel.
V Austrálii napsal knihu Parašutisté v akci, která vyšla v roce 1987 v Mnichově. Dne 6. května 1991 mu bylo uděleno čestné občanství města Chocně. 20. prosince 1991 byl povýšen na podplukovníka pěchoty v záloze.

## Vyznamenání
- 1944 –  Pamětní medaile československé armády v zahraničí se štítky Francie a Velká Británie
- 1945 –  Československý válečný kříž 1939
- 1945 –  Československá medaile za zásluhy I. stupně
- 1945 –  Československá medaile Za chrabrost před nepřítelem